# Middleburg (North Carolina)
Middleburg is een plaats (town) in de Amerikaanse staat North Carolina, en valt bestuurlijk gezien onder Vance County. Middleburg is genoemd naar het Nederlandse plaatsje Middelburg.

## Demografie
Bij de volkstelling in 2000 werd het aantal inwoners vastgesteld op 162.
In 2006 is het aantal inwoners door het United States Census Bureau geschat op 164, een stijging van 2 (1,2%).

## Geografie
Volgens het United States Census Bureau beslaat de plaats een oppervlakte van
1,5 km², geheel bestaande uit land. Middleburg ligt op ongeveer 120 m boven zeeniveau.

## Plaatsen in de nabije omgeving
De onderstaande figuur toont nabijgelegen plaatsen in een straal van 24 km rond Middleburg.